# Noreen Günnewig
Noreen Günnewig (* 6. Juni 2001 in Münster) ist eine deutsche Fußballspielerin.

## Karriere
Im münsterländischen Everswinkel aufgewachsen, begann Günnewig beim dort ansässigen Mehrspartensportverein SC DJK Everswinkel mit dem Fußballspielen. Über den BSV Ostbevern und den SC Münster 08 gelangte sie in die Jugendabteilung des FSV Gütersloh 2009, für deren Mannschaft sie in der Saison 2016/17 in der B-Juniorinnen-Bundesliga spielte. Ein Jahr später rückte sie in den Kader der ersten Frauenmannschaft auf und spielte fortan in der 2. Bundesliga. In der Saison 2020/21 wurden die Gütersloherinnen Vizemeister in der 2. Bundesliga Nord hinter dem FC Carl Zeiss Jena. Die Gütersloherinnen führten lange die Tabelle an, verzichteten aber aus finanziellen Gründen auf den Aufstieg in die Bundesliga. Im Sommer 2022 wechselte Günnewig dann zum SV Meppen, der in die Bundesliga aufgestiegen war. Ihr Debüt in dieser Spielklasse gab Günnewig am 18. September 2022 (1. Spieltag) bei der 1:2-Niederlage im Heimspiel gegen den SC Freiburg.
Am 25. Juni 2024 wurde ihre Verpflichtung zur Saison 2024/25 auf der Website des Bundesligisten SC Freiburg öffentlich. Nach lediglich einem Kurzeinsatz für die erste Mannschaft wechselte sie im Februar 2025 zum FC Zürich, verließ diesen nach Saisonende jedoch wieder. Mit Zürich gewann sie den Schweizer Cup durch ein 1:0 gegen den FC Basel.

## Erfolge
- Schweizer Cup 2025